# Compsobata cibaria
Compsobata cibaria är en tvåvingeart som först beskrevs av Carl von Linné 1758.  Compsobata cibaria ingår i släktet Compsobata och familjen skridflugor. Inga underarter finns listade i Catalogue of Life.